# Vrabič
Vrabič je priimek več znanih Slovencev:
- Aleš Vrabič, kajakaš
- Erik Vrabič, plastični kirurg
- Jerneja Vrabič, vrhovna državna revizorka
- Matic Vrabič (*1990), arhitekt
- Olga Vrabič (1916—2001), farmacevtka in političarka
- Rok Vrabič, strojnik, FS UL
- Sašo Vrabič (*1974), akademski slikar, magister umetnosti in glasbenik
- Tomaž Vrabič (*1954), mladinski pesnik, pisatelj, arhitekt, magister znanosti
- Urška Vrabič Brodnjak (*1978), doktorica znanosti, znanstvenica, profesorica NTF (Tekstilna tehnologija...)